# 1 Armia (austro-węgierska)

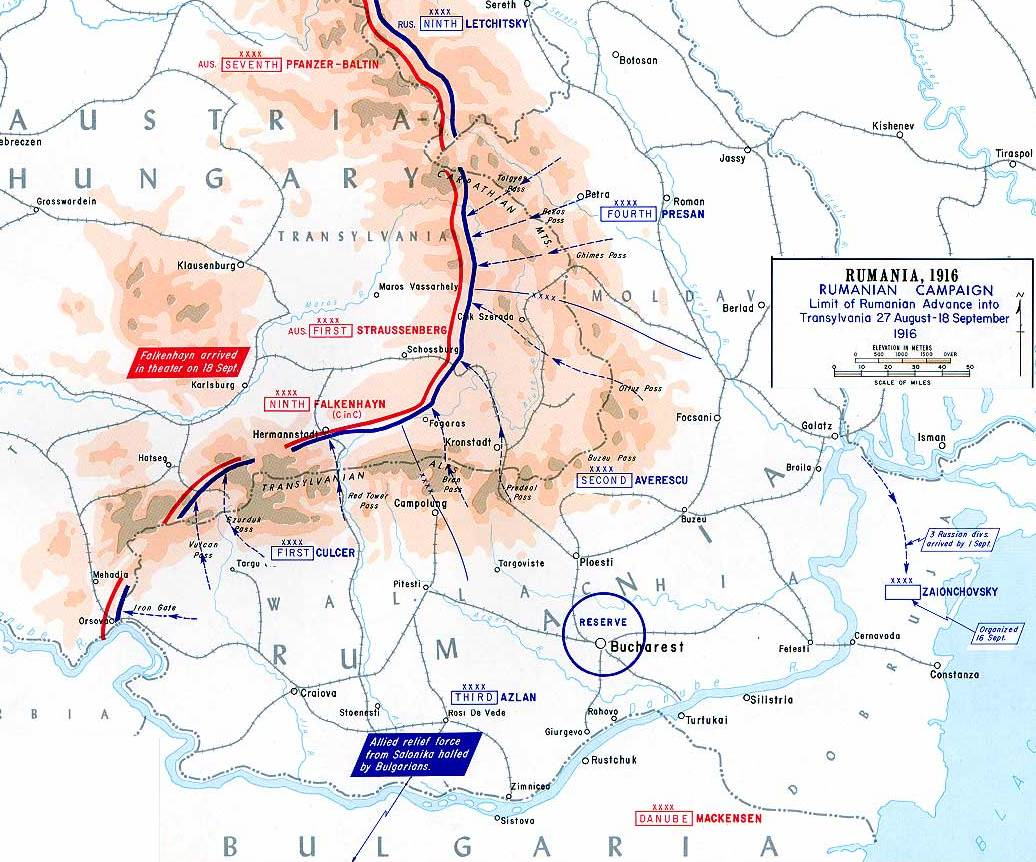
Pozycje 1. Armii na granicy rumuńskiej w 1916 roku

c. i k. 1 Armia (niem. K. u. k. 1. Armee) – związek operacyjny sil zbrojnych monarchii austro-węgierskiej z okresu I wojny światowej. 
W skład 1 Armii na początku I wojny światowej wchodziły:
- 1 Korpus
- 5 Korpus
- 10 Korpus

Jednostki pozakorpuśne:
- 12 Dywizja Piechoty
- 3 Dywizja Kawalerii
- 9 Dywizja Kawalerii

Komendantem 1 Armii był generał kawalerii Victor Dankl, a szefem sztabu generał major Alfred Kochanowski.
Zadaniem 1 Armii na początku I wojny światowej był atak w kierunku Lublina. 110 Brygada Piechoty Landsturmu została wydzielona z Armii jako załoga Twierdzy Kraków.

## Komendanci armii
- gen. Paul Freiherr Puhallo von Brlog (1915-1916)
- gen. Arthur Arz von Straussenburg (1916-1917)
- gen. Franz Freiherr Rohr von Denta (1917)